# 파치니 소체
파치니 소체(lamellar corpuscle) 또는 파터-파치니 소체(Vater–Pacini corpuscle)는 피부 및 기타 내부 장기에서 발견되는 진동 또는 압력에 반응하는 낮은 역치의 기계수용기이다. 피부에서는 4가지 주요 피부 수용체 유형 중 하나이다.
소체는 피부, 특히 손과 발, 팔, 목의 양면에 존재한다. 파치니 소체는 뼈막, 관절 캡슐, 이자 (해부학) 및 기타 내부 장기, 유방, 성기, 그리고 림프절에서도 발견된다.
파치니 소체는 빠르게 적응하는 기계수용기이다. 위상 수용체로서 자극에 빠르고 짧게 반응하며 자극이 유지되어도 반응이 약해진다. 주로 진동과 깊은 압력에 반응한다. 특히 고주파 진동에 민감하다. 소체 그룹은 압력 변화(예: 물체를 잡거나 놓을 때)를 감지한다. 또한 고유감각에 중요한 역할을 한다. 진동 역할은 거친 표면과 매끄러운 표면과 같은 표면 질감을 감지하는 데 사용될 수 있다.

## 구조
파치니 소체는 촉각소체, 메르켈세포, 루피니소체보다 크고 수가 적다. 길이는 최대 2mm, 직경은 거의 1mm까지 측정할 수 있다. 모양은 타원형, 구형 또는 불규칙하게 꼬여 있다. 큰 것은 육안으로 볼 수 있다. 수용영역이 넓으며, 손바닥 절반만큼 넓을 수 있다. 피부에서 소체는 진피 깊숙한 곳에 위치한다.

### 축삭 말단
각 소체는 유수 축삭과 관련이 있다. 이들은 피부에서 발생하는 가장 크고 가장 빠르게 전도되는 감각 축삭 중 일부이다.
소체의 중심 쪽으로 축삭은 덮개를 잃고 소체의 중심에서 약간의 돌출부로 끝난다. 이 축삭 말단은 주변의 가장 안쪽 라멜라 사이의 틈으로 알려지지 않은 기능적 중요성을 갖는 짧은 돌출부를 내보내며, 큰 미토콘드리아와 작은 혈관이 이 돌출부 근처에 모인다.

### 캡슐
캡슐은 축삭 말단 주변에 동심원적으로 배열된 20-70개의 결합 조직 라멜라로 구성되어 있으며, 양파와 같은 구조를 형성한다. 캡슐은 섬유아세포와 섬유성 결합 조직(주로 IV형 콜라겐 및 II형 콜라겐 네트워크)으로 구성되며 젤라틴성 물질로 분리되어 있으며, 이 중 92% 이상이 물이다. 현미경 사진에서 나선형 패턴을 나타낸다.
소체의 캡슐을 실험적으로 제거하면 드러난 축삭 말단이 천천히 적응하게 된다. 따라서 캡슐은 소체의 고주파 자극에 대한 선택성을 담당한다. 이것은 소체가 외부 압력에 의해 구조적으로 변형될 때 미끄러운 라멜라가 서로 미끄러져 지속적인 압력의 영향이 라멜라에 의해 곧 소산되어 중심 축삭 말단의 변형 자체가 사라지게 되는 결과이다. 따라서 캡슐은 생리학적 하이패스 필터 역할을 한다.

## 기능
파치니 소체는 피부의 전체 압력 변화와 진동을 감지하는 빠르게 적응하는 위상 수용체이다. 파치니 소체는 특히 민감한 중심부를 가진 피부 표면에 넓은 수용영역을 가지고 있다.
소체는 진동에 특히 민감하며, 몇 센티미터 떨어진 곳에서도 감지할 수 있다. 최적 감도는 250Hz이며, 이는 μm보다 작은 특징으로 만들어진 질감에 의해 손가락 끝에서 생성되는 주파수 범위이다. 파치니 소체는 피부가 빠르게 눌릴 때 반응하지만 압력이 일정할 때는 반응하지 않는다(캡슐 때문). 관절 위치의 고속 변화에 반응하는 것으로 생각된다. 또한 손으로 잡은 도구의 터치 감각 위치를 감지하는 데에도 관련이 있다.

### 감각 전달
파치니 소체는 라멜라의 변형으로 인해 자극을 감지하며, 이는 감각 신경세포의 막을 눌러 휘거나 늘어나게 한다. 라멜라가 변형될 때, 압력을 가하거나 해제함으로써, 생성기 또는 수용체 전위가 발생하며, 이는 축삭 말단의 플라즈마 막을 물리적으로 변형시켜 기계 민감 채널을 통해 다른 양이온을 "누출"시켜 수용체 전위를 시작한다. 이 초기 수용체 전위는 소체의 내부 코어에 존재하는 전압 활성화 이온 채널에 의해 증강된다. 마지막으로, 수용체 전위는 축삭의 첫 번째 랑비에 결절에 존재하는 나트륨 이온 채널의 열림을 통해 신경 스파이크 또는 활동전위로 조절된다.
신경세포의 수용 영역(특히 축삭의 헤미노드 또는 반노드 근처)에서 수용체 전위가 생성되면 첫 번째 랑비에 결절에서의 전위가 특정 역치에 도달하여 첫 번째 랑비에결절에서 신경 임펄스 또는 활동전위가 유발된다. 유수 신경세포의 첫 번째 랑비에 결절은 종종 캡슐 내에서 발견된다. 이 임펄스는 축삭막의 나트륨 채널과 나트륨/칼륨 펌프를 사용하여 마디에서 마디로 축삭을 따라 전달된다.
신경세포의 수용 영역이 탈분극되면 첫 번째 랑비에 결절을 탈분극하지만, 빠르게 적응하는 섬유이므로 무기한 지속되지 않으며 신호 전파가 중단된다. 이것은 등급화된 반응으로, 변형이 클수록 생성기 전위가 커진다는 의미이다. 이 정보는 임펄스 주파수로 인코딩되는데, 더 크거나 빠른 변형은 더 높은 임펄스 주파수를 유도하기 때문이다. 활동 전위는 피부가 빠르게 변형될 때 형성되지만 압력이 지속적일 때는 형성되지 않는다. 이는 라멜라 구조에서 자극의 기계적 필터링 때문이다. 임펄스의 주파수는 빠르게 감소하고 곧 중단되는데, 이는 신경 말단을 덮고 있는 결합 조직의 내층이 이완되기 때문이다.

### 표면 진동
코끼리 발의 파치니 소체가 지진 소통을 가능하게 하는 것으로 제안되었다. 쥐의 파치니 소체는 2.5m 떨어진 가지의 두드림을 감지할 수 있다.

## 역사
파치니 소체는 최초로 관찰된 세포 감각 수용체이다. 1741년 독일 해부학자이자 식물학자인 아브라함 파터와 그의 학생 요하네스 고틀리프 레만(Johannes Gottlieb Lehmann)에 의해 처음 보고되었지만, 1835년에 다시 발견한 이탈리아 해부학자 필리포 파치니의 이름을 따서 명명되었다. 아일랜드 왕립 외과 대학의 큐레이터였던 존 셰클턴(John Shekleton)도 파치니 이전에 발견했지만, 그의 결과는 나중에 출판되었다. 파치니 소체와 유사하게 헤르브스트소체와 그란드리소체는 새 종에서 발견된다.

## 추가 이미지

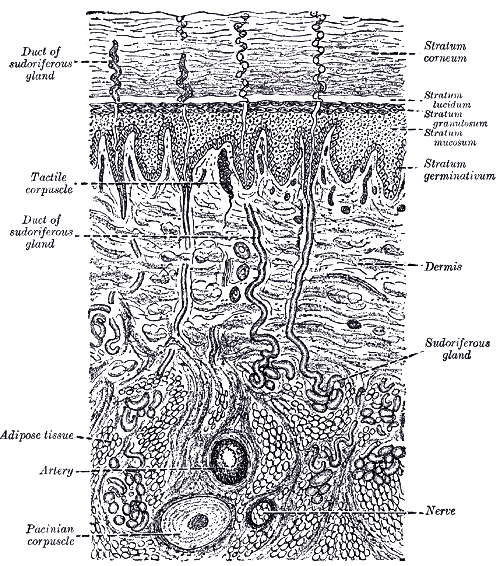
피부 단면도 (확대)
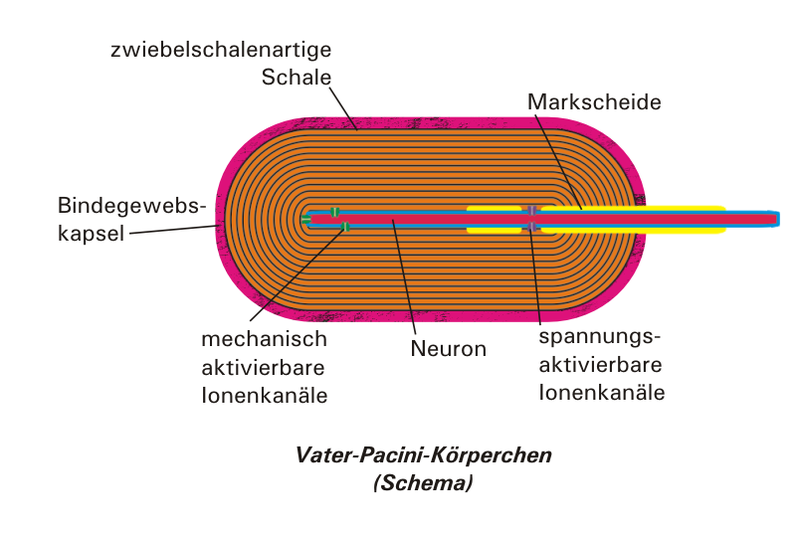
구성도 (독일어)
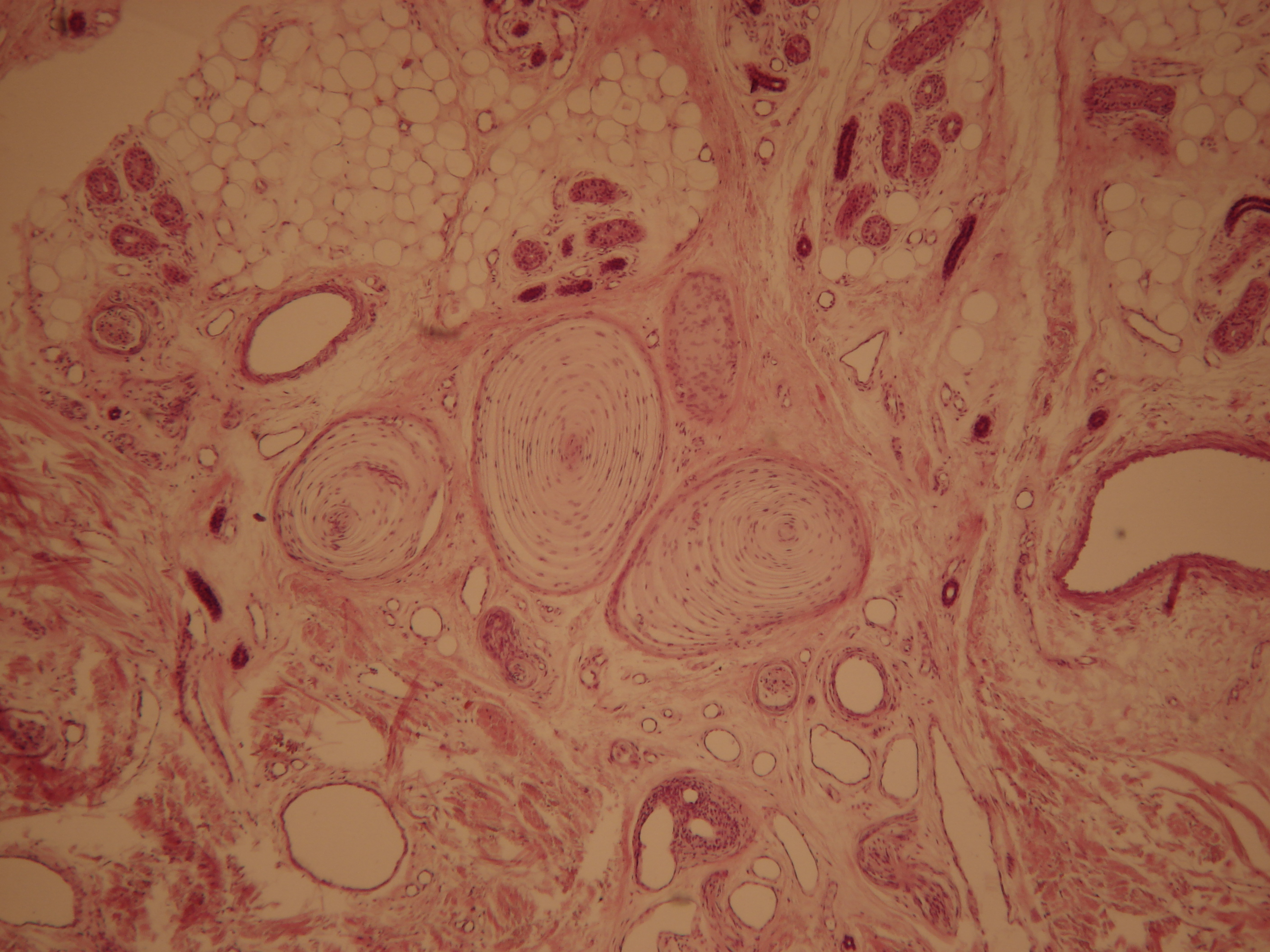
현미경 사진, 필드 중앙에 3개의 소체 표시
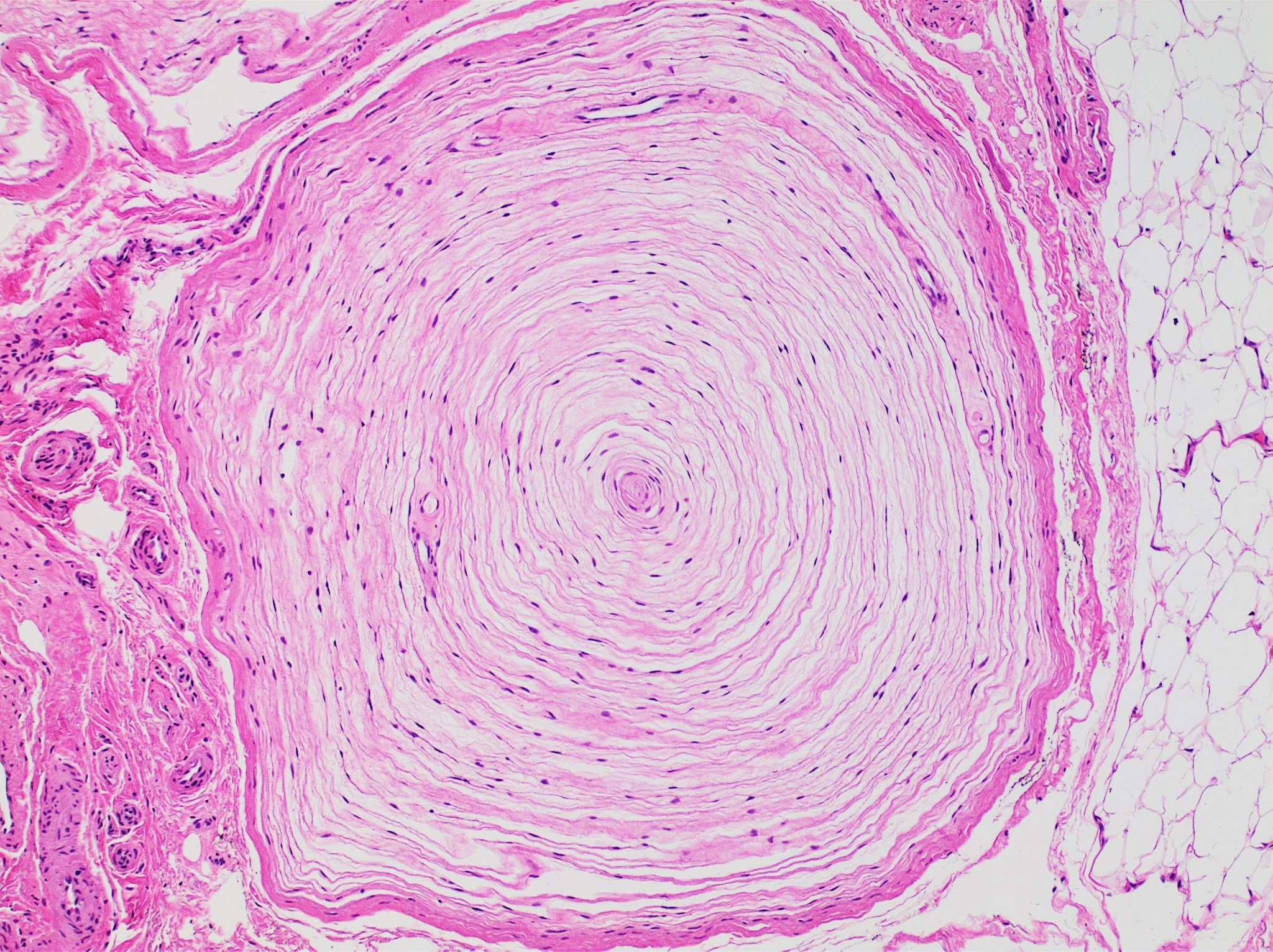
파치니 소체 현미경 사진

## 같이 보기
- 진동 감각
- 인명을 따서 명명된 해부학적 구조 목록
- 파치니 신경종 – 파치니 소체의 매우 드문 양성 종양
- 레일리파#동물에 의한 감지 가능성